# Universitat Autònoma d'Aguascalientes
La Universidad Autónoma de Aguascalientes (en català Universitat Autònoma d'Aguascalientes) és una universitat pública mexicàana amb seu a la ciutat d'Aguascalientes. Ofereix educació mitjana superior i superior, i compta amb diversos campus en l'estat. La mascota de la universitat és un gall.